# North Attleborough
North Attleborough és una població dels Estats Units a l'estat de Massachusetts. Segons el cens del 2000 tenia 27.143 habitants.

## Demografia
Segons el cens del 2000, North Attleborough tenia 27.143 habitants, 10.391 habitatges, i 7.232 famílies. La densitat de població era de 562,2 habitants/km².
Dels 10.391 habitatges en un 36% hi vivien nens de menys de 18 anys, en un 57% hi vivien parelles casades, en un 9,4% dones solteres, i en un 30,4% no eren unitats familiars. En el 24,7% dels habitatges hi vivien persones soles el 7,3% de les quals corresponia a persones de 65 anys o més que vivien soles. El nombre mitjà de persones vivint en cada habitatge era de 2,6 i el nombre mitjà de persones que vivien en cada família era de 3,15.
Per edats la població es repartia de la següent manera: un 26,9% tenia menys de 18 anys, un 6,6% entre 18 i 24, un 34,4% entre 25 i 44, un 22,5% de 45 a 60 i un 9,7% 65 anys o més.
L'edat mediana era de 36 anys. Per cada 100 dones de 18 o més anys hi havia 91,3 homes.
La renda mediana per habitatge era de 59.371 $ i la renda mediana per família de 69.461$. Els homes tenien una renda mediana de 47.645 $ mentre que les dones 31.522$. La renda per capita de la població era de 25.974$. Entorn del 2,7% de les famílies i el 3,8% de la població estaven per davall del llindar de pobresa.